# Монтероссо-Калабро
Монтероссо-Калабро (итал. Monterosso Calabro) — коммуна в Италии, располагается в регионе Калабрия, подчиняется административному центру Вибо-Валентия.
Население составляет 2042 человека, плотность населения составляет 113 чел./км². Занимает площадь 18 км². Почтовый индекс — 89819. Телефонный код — 0963.
Покровителями коммуны считаются Пресвятая Дева Мария дель Соккоросо (ит.), празднование 2 июля, и святитель Николай Мирликийский, чудотворец.
Близлежащие населённые пункты: Капистрано, Майерато, Полия.